# Hookeria melanotheca
Hookeria melanotheca là một loài Rêu trong họ Hookeriaceae. Loài này được Duby ex Besch. mô tả khoa học đầu tiên năm 1873.